# Dimerodontium ovatifolium
Dimerodontium ovatifolium là một loài Rêu trong họ Fabroniaceae. Loài này được Herzog mô tả khoa học đầu tiên năm 1916.